# Coroneo
Coroneo es una localidad del estado mexicano de Guanajuato, es la cabecera del municipio de Coroneo. Está habitada por 3913 personas.

## Historia
La población fue fundada en 1537 por el pueblo otomí, tras lograr quitarle el control de la región a los purépechas. Posteriormente la población fue asimilada al dominio español con la fundación de un convento de la Orden Franciscana. En 1572 se le concedió a la localidad el grado de pueblo. Estuvo integrada a la alcaldía de Celaya. En 1885 la población pasó a ser parte del municipio de Jerécuaro. En 1891 es creado el municipio de Coroneo, con la localidad homónima como su cabecera. El 9 de marzo de 1946 el presidente de México, Manuel Ávila Camacho, inaugura el sistema de servicio eléctrico del pueblo. En 1984 la localidad recibe la categoría de ciudad.